# Fällanden
Fällanden es una comuna suiza del cantón de Zúrich, situada en el distrito de Uster. Limita al oeste y norte con la comuna de Dübendorf, al este con Schwerzenbach y Greifensee, al sur con Maur, y al suroeste con Zúrich.